# David Lariño Nieto
David Lariño Nieto nació en Esteiro, Muros, La Coruña, el 22 de mayo de 1989. Es un Gran Maestro de ajedrez español.
En la lista de Elo de la FIDE de noviembre de 2020, tenía un Elo de 2461 puntos, lo que le hacía el jugador número 44 (en activo) de España. Su máximo Elo fue de 2.521 puntos, a la lista de mayo de 2013 (posición 700 en el ranking mundial).

## Resultados destacados en competición
Lariño ha ganado campeonatos estatales españoles en prácticamente todas las categorías por edades; en 1999 fue campeón de España sub-10, en 2000 y 2001 campeón de España sub-12, en el 2003 campeón de España sub-14, en 2004 y en 2005 campeón de España sub-16 y en 2006 en Pontevedra fue subcampeón de España de ajedrez rápido, empatado a puntos con el campeón, Salvador Gabriel del RíoEn 2007 fue quinto en Madrid (Torneo de Maestros de la Federación Madrileña, el campeón fue Renier Vázquez Igarza).
En 2008 fue campeón de España absoluto, en Ceuta superando al GM Julen Arizmendi en una ajustada final, convirtiéndose así en el primer gallego en ganar este título, y el segundo jugador más joven de la historia en hacerlo, por detrás de Arturo Pomar. Asimismo ganó el VIII Campeonato de España individual abierto, en Logroño en 2008. En 2009 venció en el Abierto de Vitoria.
En septiembre de 2010 fue subcampeón del Abierto de Vallfogona de Balaguer con 8½ puntos de 11 (el campeón fue Víktor Moskalenko).
En 2013, consigue el título de Gran Maestro.